# Renault R.S.19
De Renault R.S.19 is een Formule 1-auto die gebruikt wordt door het Renault F1 Team in het seizoen 2019.

## Onthulling
Op 12 februari 2019 onthulde Renault de nieuwe auto op het internet. Via foto's op het internet werden beelden van de nieuwe auto vrijgegeven. De auto wordt bestuurd door de van Red Bull Racing overgekomen Daniel Ricciardo, die zijn eerste seizoen met het team ingaat, en de Duitser Nico Hülkenberg die zijn derde seizoen bij het team rijdt.

## Resultaten
| Kleur  | Resultaat                              |
| ------ | -------------------------------------- |
| Goud   | Winnaar                                |
| Zilver | Tweede plaats                          |
| Brons  | Derde plaats                           |
| Groen  | Gefinisht (punten behaald)             |
| Blauw  | Gefinisht (geen punten behaald)        |
| Blauw  | Niet geklasseerd (NC)                  |
| Paars  | Uitgevallen (DNF)                      |
| Rood   | Niet gekwalificeerd (DNQ)              |
| Zwart  | Gediskwalificeerd (DSQ)                |
| Wit    | Niet gestart (DNS)                     |
| Blanco | Gewond (INJ)                           |
| Blanco | Uitgesloten (EX)                       |
| Blanco | Teruggetrokken (WD) / Niet deelgenomen |
| P      | Poleposition                           |
| S      | Snelste ronde                          |

| Jaar | Chassis        | Motor   | Banden | Coureurs         | 1   | 2   | 3   | 4   | 5   | 6   | 7   | 8   | 9   | 10  | 11  | 12  | 13  | 14  | 15  | 16  | 17  | 18  | 19  | 20  | 21  | Punten | WK-plaats |
| ---- | -------------- | ------- | ------ | ---------------- | --- | --- | --- | --- | --- | --- | --- | --- | --- | --- | --- | --- | --- | --- | --- | --- | --- | --- | --- | --- | --- | ------ | --------- |
| 2019 | Renault R.S.19 | Renault | P      |                  | AUS | BHR | CHN | AZE | SPA | MON | CAN | FRA | OOS | GBR | DUI | HON | BEL | ITA | SIN | RUS | JPN | MEX | VST | BRA | ABU | 91     | 5         |
| 2019 | Renault R.S.19 | Renault | P      | Daniel Ricciardo | DNF | 18† | 7   | DNF | 12  | 9   | 6   | 11  | 12  | 7   | DNF | 14  | 14  | 4   | 14  | DNF | DSQ | 8   | 6   | 6   | 11  | 91     | 5         |
| 2019 | Renault R.S.19 | Renault | P      | Nico Hülkenberg  | 7   | 17† | DNF | 14  | 13  | 13  | 7   | 8   | 13  | 10  | DNF | 12  | 8   | 5   | 9   | 10  | DSQ | 10  | 9   | 15  | 12  | 91     | 5         |
| Jaar | Chassis        | Motor   | Banden | Coureurs         | 1   | 2   | 3   | 4   | 5   | 6   | 7   | 8   | 9   | 10  | 11  | 12  | 13  | 14  | 15  | 16  | 17  | 18  | 19  | 20  | 21  | Punten | WK-plaats |

† Uitgevallen maar wel geklassificeerd omdat hij meer dan 90% van de raceafstand heeft voltooid.
Alfa Romeo C38 ·
Ferrari SF90 ·
Haas VF-19 ·
McLaren MCL34 ·
Mercedes AMG F1 W10 EQ Power+ ·
Racing Point RP19 ·
Red Bull RB15 ·
Renault R.S.19 ·
Toro Rosso STR14 ·
Williams FW42